# Brickellia rhomboidea
Brickellia rhomboidea là một loài thực vật có hoa trong họ Cúc. Loài này được Greene mô tả khoa học đầu tiên năm 1890.